# Hegyközszentmiklós
Hegyközszentmiklós (Sânnicolau de Munte), település Romániában, a Partiumban, Bihar megyében.

## Fekvése
Az érmelléki hegyek között, Székelyhídtól délre, Kóly, Érolaszi és Szentjobb közt fekvő település.

## Története
Hegyközszentmiklós nevét a leleszi levéltár egy 1449 évi oklevele említette először.
A középkorban mindvégig a szentjobbi apátság volt a birtokosa. 1485-ben a Toldy család tagjai voltak itt földesurak, A 18. század elejétől pedig már a váradi káptalan és a püspökség birtokaként szerepelt.
1869-ben nagy tűzvész pusztított itt, mely a község nagy részével együtt a templomot, az iskolát és a paplakot is elhamvasztotta.
1910-ben 1107 lakosából 1103 magyar volt. Ebből 31 római katolikus, 47 görögkatolikus, 986 református volt.
A trianoni békeszerződés előtt Bihar vármegye Székelyhidi járásához tartozott.
A település Várdomb nevű dűlőjén a néphagyomány szerint egykor török erőd állt.

## Nevezetességek
- Református temploma – 1822-ben épült, de tűzvész következtében elpusztult tornyát csak 1880-ban építették fel újra.
- Termálfürdő – gyógyvizes strand vendégszobákkal, kempinggel és falatozóval – http://termalstrand.ro/